# Plamen Galabov
Plamen Galabov (Shumen, 2 de noviembre de 1995) es un futbolista búlgaro. Juega de defensa y su equipo es el Dundee F. C. de la Scottish Premiership.

## Selección nacional
Tras haber sido internacional en categorías inferiores con Bulgaria, el 3 de septiembre de 2020 hizo su debut con la selección absoluta en un encuentro de la Liga de Naciones de la UEFA 2020-21 ante Irlanda que terminó en empate a uno tras el gol de Bozhidar Kraev para Bulgaria, y de Shane Duffy para Irlanda.

## Clubes
| Club                    | País     | Año       | Partidos | Goles |
| ----------------------- | -------- | --------- | -------- | ----- |
| PFC Litex Lovech        | Bulgaria | 2012-2016 | 33       | 2     |
| PFC Litex Lovech II     | Bulgaria | 2016      | 12       | 1     |
| PFC CSKA Sofía II       | Bulgaria | 2016-2017 | 16       | 3     |
| PFC CSKA Sofía          | Bulgaria | 2017      | 3        | 0     |
| SFC Etar Veliko Tarnovo | Bulgaria | 2017-2019 | 48       | 0     |
| PFC CSKA Sofía          | Bulgaria | 2019-2022 | 60       | 1     |
| Maccabi Netanya         | Israel   | 2022-2024 | 73       | 1     |
| Beitar Jerusalén        | Israel   | 2024      | 12       | 0     |
| Maccabi Petah-Tikvah    | Israel   | 2024-2025 | 38       | 0     |
| Dundee F. C.            | Escocia  | 2025-     | 2        | 0     |

## Palmarés

### Títulos nacionales
| Título           | Club           | País     | Año  |
| ---------------- | -------------- | -------- | ---- |
| Copa de Bulgaria | PFC CSKA Sofía | Bulgaria | 2021 |